# Rosenovo (Dobritsj)
Rosenovo (Bulgaars: Росеново) is een dorp in de Bulgaarse gemeente Dobritsjka, oblast Dobritsj. Het dorp ligt hemelsbreed 11 km ten noordwesten van de regionale hoofdstad Dobritsj en 377 km ten noordoosten van Sofia.

## Bevolking
Op 31 december 2020 telde het dorp Rosenovo 242 inwoners. Het aantal inwoners vertoont al jaren een dalende trend: in 1946 woonden er nog 888 inwoners in het dorp.
|  |

In het dorp leven etnische Bulgaren en Roma. In februari 2011 identificeerden 133 van de 254 ondervraagden zichzelf als ethische Bulgaren, terwijl 120 ondervraagden zichzelf etnische Roma noemden.
| Etnische samenstelling van de respondenten (2011) | Etnische samenstelling van de respondenten (2011) | Etnische samenstelling van de respondenten (2011) | Etnische samenstelling van de respondenten (2011) | Etnische samenstelling van de respondenten (2011) |
| ------------------------------------------------- | ------------------------------------------------- | ------------------------------------------------- | ------------------------------------------------- | ------------------------------------------------- |
|                                                   |                                                   |                                                   |                                                   |                                                   |
| Bulgaren                                          | Bulgaren                                          |                                                   | 52,4%                                             | 52,4%                                             |
| Turken                                            | Turken                                            |                                                   | 0,0%                                              | 0,0%                                              |
| Roma                                              | Roma                                              |                                                   | 47,2%                                             | 47,2%                                             |
| Anders/Onbekend                                   | Anders/Onbekend                                   |                                                   | 0,4%                                              | 0,4%                                              |